# 臺中州立林業試驗場
臺中州立林業試驗場為台灣日治時期臺中州的林業試驗機構，設立於1939年6月，本場位於臺中州廳構內，並在埔里街大肚城設有埔里分場。

## 介紹
臺中州廳考量在時局下林業增產的急迫性，為了促進林業獎勵與山地資源利用，在1938年10月著手編立預算設立臺中州立林業試驗場，其於1939年6月30日成立，負責林業改良、有用植物調查試驗、樹苗養成和山地產業經營等項目。其事業包含構樹製紙、大屯郡下的相思樹（木炭原料）造林、木炭試驗，新高郡下的山坡地農作發展，竹山郡下的竹林改良試驗，東勢郡下的油桐試驗，北斗郡下的防風林試驗等。臺中州立林業試驗場還在沙山庄草湖的臺中州保安林設有林業試驗地，在此進行構樹與楮的種植與原料採集，臺中州愛林組合亦於南投苗圃和東勢苗圃進行構樹和楮的採皮試驗。而臺中州廳於埔里街設有製紙試驗工場，於1939年5月開始作業。
臺中州內務部勸業科下的臺中州愛林組合則在臺中州各地成立愛林組合支部，配合臺中州立林業試驗場進行特定樹種的造林推廣，包含樟（樟腦）、廣葉杉、油桐（桐油）、臺灣桐（木材）、松類、規那（奎寧原料）、楮（製紙）和竹類。